# Campionati europei di atletica leggera indoor 2013 - Salto in alto femminile
La gara si è svolta il 2 e il 3 marzo 2013.

## Podio
| #       | Atleta             | Nazionalità | Misura | Note                                     |
| ------- | ------------------ | ----------- | ------ | ---------------------------------------- |
| Oro     | Ruth Beitia        | Spagna      | 1,99 m | Miglior prestazione personale stagionale |
| Argento | Ebba Jungmark      | Svezia      | 1,96 m | =                                        |
| Bronzo  | Emma Green Tregaro | Svezia      | 1,96 m | Miglior prestazione personale stagionale |

## Record
Prima di questa competizione, il record del mondo (RM), il record europeo (EU) ed il record dei campionati (RC) sono i seguenti:
| Record                | Prestazione | Atleta                 | Data                                   | Competizione        |
| --------------------- | ----------- | ---------------------- | -------------------------------------- | ------------------- |
| Record mondiale       | 2,08        | Kajsa Bergqvist Svezia | 4 febbraio 2006 Arnstadt, Germania     |                     |
| Record europeo        | 2,08        | Kajsa Bergqvist Svezia | 4 febbraio 2006 Arnstadt, Germania     |                     |
| Record dei campionati | 2,05        | Tia Hellebaut Belgio   | 3 marzo 2007 Birmingham, Gran Bretagna | Europei indoor 2007 |

## Risultati

### Qualificazioni
Si qualificano alla finale le atlete che superano la misura di 1,94 (Q) oppure le 8 migliori (q).
| Pos. | Nome                    | Nazione     | 1,80 | 1,85 | 1,89 | 1,92 | 1,94 | Misura | Note                          |
| ---- | ----------------------- | ----------- | ---- | ---- | ---- | ---- | ---- | ------ | ----------------------------- |
| 1    | Ruth Beitia             | Spagna      | –    | o    | o    | o    | --   | 1,92 m | q                             |
| 1    | Emma Green Tregaro      | Svezia      | -    | o    | o    | o    | --   | 1,92 m | q                             |
| 1    | Venelina Veneva-Mateeva | Bulgaria    | o    | o    | o    | o    | --   | 1,92 m | q                             |
| 4    | Tia Hellebaut           | Belgio      | --   | o    | xo   | o    | --   | 1,92 m | q                             |
| 5    | Mirela Demireva         | Bulgaria    | o    | o    | o    | xo   | x--  | 1,92 m | q                             |
| 5    | Ebba Jungmark           | Svezia      | o    | o    | o    | xo   | x--  | 1,92 m | q =                           |
| 7    | Anna Iljuštšenko        | Estonia     | o    | o    | xxo  | xo   | xx-  | 1,92 m | q                             |
| 8    | Alessia Trost           | Italia      | o    | o    | xo   | xxo  | xxx  | 1,92 m | q                             |
| 9    | Melanie Melfort         | Francia     | o    | xo   | xo   | xxo  | xxx  | 1,92 m |                               |
| 10   | Olena Holosha           | Ucraina     | o    | o    | o    | xxx  |      | 1,89 m |                               |
| 11   | My Nordström            | Svezia      | o    | xo   | o    | xxx  |      | 1,89 m |                               |
| 11   | Ana Šimić               | Croazia     | o    | xo   | o    | xxx  |      | 1,89 m |                               |
| 13   | Valeryia Bahdanovich    | Bielorussia | o    | o    | xo   | xxx  |      | 1,89 m | Miglior prestazione personale |
| 14   | Eleriin Haas            | Estonia     | xxo  | xxo  | xo   | xxx  |      | 1,89 m |                               |
| 15   | Daniela Stanciu         | Romania     | o    | o    | xxx  |      |      | 1,85 m |                               |
| 16   | Iryna Herashchenko      | Ucraina     | xo   | xo   | xxx  |      |      | 1,85 m |                               |
| 17   | Kamila Stepaniuk        | Polonia     | o    | xxo  | xxx  |      |      | 1,85 m |                               |
| 18   | Esthera Petre           | Romania     | o    | --   | xx-  |      |      | 1,80 m |                               |
| 18   | Kateryna Tabashnyk      | Ucraina     | o    | xxx  |      |      |      | 1,80 m |                               |

### Finale
| Pos. | Nome                    | Nazione  | 1,82 | 1,87 | 1,92 | 1,96 | 1,99 | 2,02 | Misura | Note                                     |
| ---- | ----------------------- | -------- | ---- | ---- | ---- | ---- | ---- | ---- | ------ | ---------------------------------------- |
| 1    | Ruth Beitia             | Spagna   | --   | o    | o    | o    | xo   | xxx  | 1,99 m | Miglior prestazione personale stagionale |
| 2    | Ebba Jungmark           | Svezia   | o    | o    | o    | o    | xxx  |      | 1,96 m | =                                        |
| 3    | Emma Green Tregaro      | Svezia   | --   | o    | o    | xo   | xxx  |      | 1,96 m | Miglior prestazione personale stagionale |
| 4    | Anna Iljuštšenko        | Estonia  | o    | o    | o    | xxx  |      |      | 1,92 m |                                          |
| 4    | Alessia Trost           | Italia   | o    | o    | o    | xxx  |      |      | 1,92 m |                                          |
| 6    | Venelina Veneva-Mateeva | Bulgaria | o    | xo   | o    | xxx  |      |      | 1,92 m |                                          |
| 7    | Mirela Demireva         | Bulgaria | o    | o    | xxx  |      |      |      | 1,87 m |                                          |
| 8    | Tia Hellebaut           | Belgio   | o    | xo   | xxx  |      |      |      | 1,87 m |                                          |